# Język lule
Język lule (sámegiella lub julevsámegiella) – język saamski, którym posługuje się ludność w północnych częściach Szwecji i Norwegii. Wśród języków saamskich plasuje się na drugim miejscu pod względem liczby użytkowników, po północnosaamskim.
Jest bardzo blisko spokrewniony z językiem północnosaamskim. Można uznać, że tworzy z nim kontinuum dialektalne.
Według danych z 1992 r. posługuje się nim 2000 osób (w Szwecji – ok. 1500 osób, w Norwegii – ok. 500). Według nowszych szacunków (2022) ma ok. 700 użytkowników.
Jest zdecydowanie zagrożony wymarciem. Przeważnie nie jest przyswajany przez dzieci, ale zaobserwowano, że w pewnym stopniu wzmacnia się jego użycie.
Wśród osób dorosłych powszechna jest dwujęzyczność (znane są języki norweski i szwedzki). We wschodnich częściach terytorium dużą rolę odgrywał niegdyś język fiński (meänkieli).
Pomimo niewielkiej liczby użytkowników język lule jest wykorzystywany w szkolnictwie wyższym, w nowoczesnych środkach masowego przekazu, a także w innych sferach życia (aczkolwiek w ograniczonym zakresie).

## Zasięg
Większość użytkowników języka lule zamieszkuje Laponię, w szczególności szwedzkie gminy Gällivare i Jokkmokk, oraz norweskie gminy Tysfjord i Hamarøy.

## Alfabet
Język lule zapisywany jest odmianą alfabetu łacińskiego. Obecny standard zapisu języka ustanowiono w 1983.
| A a | Á á | B b | D d | E e | F f | G g | H h |
| I i | J j | K k | L l | M m | N n | Ŋ ŋ | O o |
| P p | R r | S s | T t | U u | V v | Å å | Ä ä |

## Piśmiennictwo
Za pioniera w kodyfikacji pisanej formy języka lule uważany jest Lars Levi Laestadius, który tworzył w nim literaturę religijną – kazania i historie biblijne. Jego pierwszym dziełem w tym języku była Hålaitattem Ristagasa ja Satte almatja kaskan (pol. Rozmowa chrześcijanina z niewierzącym) opublikowana w 1839.
Pomimo zainteresowania tym językiem, Laestedius nie opracował jego gramatyki czy słownika. Jako pierwszy zajął się tym Karl Bernhard Wiklund, który w 1890 opublikował słownik lule-niemiecki (Lule-lappisches Wörterbuch), a w 1891 – opis morfologiczny i fonetyczny (Laut- und Formenlehre der Lule-lappischen Dialekten) języka.
Pierwszym Saamem, który opublikował książkę w języku lule, był Anta Pirak. Jego utwór, Jåhttesáme viessom, opublikowany w 1937, opowiada o życiu hodowców reniferów.

## Sytuacja prawna
W Szwecji języki saamskie, wśród nich lule, uzyskały w 2000 oficjalny status języków mniejszości narodowych.
W norweskiej gminie Tysfjord lule jest od 2006, obok norweskiego, językiem urzędowym.